# دومنیکو دونا
دومنیکو دونا (انگلیسی: Domenico Donna؛ ۳۰ ژوئن ۱۸۸۳ – ۲۱ اوت ۱۹۶۱) بازیکن فوتبال اهل ایتالیا بود.
از باشگاه‌هایی که در آن بازی کرده‌است می‌توان به باشگاه فوتبال یوونتوس اشاره کرد.